# Bank of China
Bank of China Limited (BOC) (förenklade kinesiska tecken: 中国银行, traditionella kinesiska tecken: 中國銀行, pinyin: Zhōngguó Yínháng), är en kinesisk bankkoncern och rankas år 2017 som världens åttonde största publika bolag och den fjärde största banken i Kina. Huvudkontoret är inkvarterat i Peking. I Hongkong har de sitt kontor i skyskrapan Bank of China Tower.